# Boock (Altmark)
Boock ist ein Ortsteil der Gemeinde Altmärkische Höhe im Landkreis Stendal in Sachsen-Anhalt.

## Geographie

### Lage
Boock, ein Straßendorf mit Kirche, liegt 14 Kilometer westlich von Osterburg in der Altmark zwischen den Kleinstädten Arendsee (Altmark) und Bismark (Altmark) am Katzgraben. Die Gemarkung ist im Süden durch den Augraben vom Kalbischen Werder getrennt. Im Norden und Nordwesten bildet der Halmaygraben die Grenze.

### Klima
In Boock herrscht gemäßigtes Klima. Dieses wird von Osten vom Kontinentalklima und vom Westen vom atlantischen Seeklima beeinflusst. Der durchschnittliche jährliche Niederschlag für Boock liegt bei 549 mm. Trockenster Monat ist der Februar mit einer Niederschlagsmenge von 32 mm, wohingegen der meiste Niederschlag im Juni mit durchschnittlich 63 mm fällt. Die Jahresdurchschnittstemperatur liegt bei 8,9 °C. Der statistisch wärmste Monat ist der Juli mit durchschnittlichen 22,9 °C. Der Monat Januar, als kältester Monat im Jahr, weist eine Durchschnittstemperatur von −0,1 °C auf.
|                        | Jan  | Feb  | Mär  | Apr  | Mai  | Jun  | Jul  | Aug  | Sep  | Okt  | Nov | Dez  |   |      |
| Mittl. Temperatur (°C) | 0,1  | 0,5  | 3,7  | 8    | 12,7 | 16,2 | 18   | 17,6 | 14,1 | 9,5  | 4,8 | 1,5  | ⌀ | 8,9  |
| Mittl. Tagesmax. (°C)  | 2,6  | 3,4  | 7,6  | 12,6 | 18   | 21,3 | 22,9 | 22,5 | 18,7 | 13,1 | 7,3 | 3,8  | ⌀ | 12,9 |
| Mittl. Tagesmin. (°C)  | −2,3 | −2,4 | −0,1 | 3,4  | 7,5  | 11,1 | 13,1 | 12,7 | 9,5  | 5,9  | 2,3 | −0,8 | ⌀ | 5    |
|                        |      |      |      |      |      |      |      |      |      |      |     |      |   |      |
| Niederschlag (mm)      | 40   | 32   | 37   | 41   | 51   | 63   | 58   | 59   | 43   | 38   | 43  | 44   | Σ | 549  |

| −2,3 |

| −2,4 |

| −0,1 |

| 3,4 |

| 7,5 |

| 11,1 |

| 13,1 |

| 12,7 |

| 9,5 |

| 5,9 |

| 2,3 |

| −0,8 |

| −2,3 |

| −2,4 |

| −0,1 |

| 3,4 |

| 7,5 |

| 11,1 |

| 13,1 |

| 12,7 |

| 9,5 |

| 5,9 |

| 2,3 |

| −0,8 |

## Geschichte

### Mittelalter bis Neuzeit
Die erste sichere Erwähnung des Dorfes Boock stammt aus dem Jahre 1315 als in villa Buͤk. Adolph Friedrich Riedel druckte den Text als „in villa Buk“. Im Jahre 1393 belehnt der Landeshauptmann der Altmark Huner von Königsmarck den Bürger zu Salzwedel Hermes Gartz mit Einnahmen aus seinen Besitzungen, darunter zu Ritze vnd tho Buck, in dem Lande tho Soltwedel. Weitere Nennungen sind 1608 Boeck, 1687 Boeck und schließlich 1804 Boock.
Im Zuge der Separation fand um 1840 eine Flurbereinigung mit einer Aufteilung der Allmende auf die bisherigen Nutzungsberechtigten statt. Das führte zu einem wirtschaftlichen Aufschwung. Die Einwohnerzahl stieg von 100 auf über 200 an.
Am Ortsausgang nach Lohe stand noch zu Beginn des 20. Jahrhunderts eine Windmühle.
Bei der Bodenreform wurden 1945 erfasst: 29 Besitzungen unter 100 Hektar hatten zusammen 336 Hektar, drei Besitzungen der Kirche hatten zusammen 50 Hektar, die Gemeinde hatte zwei Besitzungen mit zusammen 3,7 Hektar Fläche. Im Jahre 1956 entstand eine Landwirtschaftliche Produktionsgenossenschaft vom Typ III, die LPG „Freiheit und Frieden“.

### Andere Erwähnungen
Der Historiker Peter P. Rohrlach erläutert: Die älteren Belege sind schwer von den Erwähnungen für Buch zu trennen. Die Bemerkung „hodie Bock“ des 17. Jahrhunderts im Landbuch der Mark Brandenburg von 1375 beim Eintrag „Bodewald“ betrifft nicht Boock. Georg Schmidt stellte bereits 1908 fest, dass die Angaben im Landbuch Badel betreffen. Joachim Stephan kam 2006 zum gleichen Ergebnis.

### Teufelswinkel
Etwa 1½ Kilometer nordöstlich des Dorfes liegt das Flurstück Teufelswinkel. Durch die tiefliegenden morastigen Niederungen ringsumher war dieser früher schwer zugänglich. Dort sollen die Bewohner der Umgebung, die dem Christentum nicht trauten, noch lange den Teufel angebetet haben.
Adalbert Kuhn überlieferte 1843 die Sage Der Teufelswinkel bei Booke. Von Alters habe hier ein Götzentempel gestanden; eigentlich aber hat derselbe den Namen der Hammon-Klause geführt, wie auch das kleine Wasser, das da vorüber fließt, die Hammey heißt. Entzelt sagt, der Name rühre daher, dass die alten Deutschen dort einen Gott verehret, den sie Hama magnum genannt, welcher eigentlich Jupiter Hammonius oder Jupiter cum Maja gewesen, ihm hätten sie auch einen Tempel zu Hamburg gebaut. Beckmann erzählt die Geschichte ähnlich aus Sicht von Kossebau.

### Vorgeschichte
In der Gegend wurden Urnenscherben und Steinbeile aus der Stein- und Bronzezeit gefunden. Bei der Regulierung des Halmaygrabens (auch Zehrengraben genannt) in den 1930er Jahren fand man bei Boock ein Schwert aus der Bronzezeit, das heute im Kreismuseum Osterburg aufbewahrt wird.

### Eingemeindungen
Bis 1807 gehörte das Dorf zum Arendseeischen Kreis der Mark Brandenburg in der Altmark. Zwischen 1807 und 1813 lag es im Kanton Arendsee auf dem Territorium des napoleonischen Königreichs Westphalen. Ab 1816 gehörte die Gemeinde zum Kreis Osterburg, dem späteren Landkreis Osterburg.
Am 20. Juli 1950 wurde die bis dahin eigenständige Gemeinde Einwinkel nach Boock eingemeindet.
Am 25. Juli 1952 wurde die Gemeinde Boock in den Kreis Osterburg umgegliedert. Am 1. Juli 1994 kam sie zum Landkreis Stendal.
Bis zum 31. Dezember 2009 war Boock eine selbständige Gemeinde mit dem Ortsteil Einwinkel und gehörte der jetzt aufgelösten Verwaltungsgemeinschaft Seehausen (Altmark) an.
Durch einen Gebietsänderungsvertrag haben die Gemeinderäte der Gemeinden Boock (am 20. Mai 2009), Bretsch (am 30. Juni 2009), Gagel (am 12. Januar 2009), Heiligenfelde (am 21. Januar 2009), Kossebau (am 16. Juni 2009), Losse (am 23. Januar 2009) und Lückstedt (am 12. Januar 2009) beschlossen, dass ihre Gemeinden aufgelöst und zu einer neuen Gemeinde mit dem Namen Altmärkische Höhe vereinigt werden. Dieser Vertrag wurde vom Landkreis als unterer Kommunalaufsichtsbehörde genehmigt und trat am 1. Januar 2010 in Kraft.

### Einwohnerentwicklung
| Jahr | Einwohner |
| ---- | --------- |
| 1734 | 138       |
| 1774 | 132       |
| 1789 | 115       |
| 1798 | 136       |
| 1801 | 136       |
| 1818 | 110       |
| 1840 | 208       |
| 1864 | 264       |

| Jahr | Einwohner |
| ---- | --------- |
| 1871 | 269       |
| 1885 | 221       |
| 1892 | [00]209   |
| 1895 | 219       |
| 1900 | [00]214   |
| 1905 | 213       |
| 1910 | [00]227   |
| 1925 | 250       |

| Jahr | Einwohner |
| ---- | --------- |
| 1939 | 239       |
| 1946 | 448       |
| 1964 | 496       |
| 1971 | 452       |
| 1981 | 380       |
| 1993 | 337       |
| 2006 | 301       |
| 2011 | [00]146   |

| Jahr | Einwohner |
| ---- | --------- |
| 2012 | [00]146   |
| 2020 | [00]112   |
| 2021 | [00]114   |
| 2022 | [0]119    |
| 2023 | [0]117    |

Quelle, wenn nicht angegeben, bis 2006:

## Religion
Die evangelische Kirchengemeinde Boock gehörte früher zur Pfarrei Packebusch (Altmark), sie wird heute betreut vom Pfarrbereich Gladigau im Kirchenkreis Stendal im Bischofssprengel Magdeburg der Evangelischen Kirche in Mitteldeutschland.
Die ältesten überlieferten Kirchenbücher für Boock stammen aus dem Jahre 1837.
Die katholischen Christen gehören zur Pfarrei St. Anna in Stendal im Dekanat Stendal im Bistum Magdeburg.

## Politik

### Bürgermeister
Die letzte Bürgermeisterin der Gemeinde Boock war Christa Pollehn.

## Kultur und Sehenswürdigkeiten
- Die evangelische Dorfkirche Boock wurde 1892/93 anstelle eines mittelalterlichen Vorgängerbaus errichtet.[28]
- Der Ortsfriedhof ist auf dem Kirchhof.
- Der Förderverein der Freiwilligen Feuerwehr Boock e. V. organisierte im Jahre 2015 die 700-Jahr-Feier des Dorfes.[17]

## Wirtschaft und Infrastruktur

### Verkehr
Von Boock führen Straßenverbindungen nach Seehausen (Altmark), Osterburg (Altmark) und Kalbe (Milde).

## Persönlichkeiten
- Wilhelm Friedrich Moritz Kette (1825–1890), Rittergutsbesitzer und Reichstagsabgeordneter